# هرمان فان اسپرینگل
هرمان فان اسپرینگل (انگلیسی: Herman Van Springel) (زادهٔ ۱۴ اوت ۱۹۴۳ – درگذشتهٔ ۲۵ اوت ۲۰۲۲) دوچرخه‌سوار اهل بلژیک بود.
از باشگاه‌هایی که وی در آن بازی کرده‌است می‌توان به مولتنی و تیم دوچرخه‌سواری فلاندریا اشاره کرد.
وی در مسابقات کشوری و بین‌المللی در مجموع برندهٔ ۱ مدال نقره شده‌است.